# 清末愛砂
清末 愛砂（きよすえ あいさ、女性、1972年 - ）は、憲法学者、政治活動家、室蘭工業大学教授。青年法律家協会議長（2023年〜）。

## 人物・来歴
山口県周南市出身。大分県生まれ。2006年大阪大学大学院国際公共政策研究科比較公共政策博士後期課程単位取得満期退学。2003年英国ブラッドフォード大学大学院修士課程修了。2006年大阪大学国際公共政策研究科助手、助教、2008年島根大学男女共同参画推進室講師、2011年室蘭工業大学工学研究科准教授、2021年教授。
2002年、パレスチナでデモに参加していて被弾したことがある。
学生には，親しみを込めて「お母さん」と呼ばれることがある．

## 著書
- 『パレスチナ 非暴力で占領に立ち向かう』 (母と子でみる) 草の根出版会, 2006.1
- 『《世界》がここを忘れても アフガン女性・ファルザーナの物語』久保田桂子 絵. 寿郎社, 2020.2
- 『ペンとミシンとヴァイオリン アフガン難民の抵抗と民主化への道』寿郎社, 2020.8

### 共編著
- 『北海道で生きるということ 過去・現在・未来』松本ますみ共編. 法律文化社, 2016.12
- 『台湾・マレーシアにおける女性に対する暴力被害者支援の研究』 (KFAW調査研究報告書) 北仲千里,井上匡子,松村歌子, 李妍淑共著. アジア女性交流・研究フォーラム, 2016.3
- 『安保法制を語る!自衛隊員・NGOからの発言』飯島滋明,榎澤幸広, 佐伯奈津子共編著. 現代人文社, 2016.5
- 『ピンポイントでわかる自衛隊明文改憲の論点 だまされるな!怪しい明文改憲』 (GENJINブックレット) 飯島滋明, 髙良沙哉,池田賢太共編. 現代人文社, 2017.12
- 『緊急事態条項で暮らし・社会はどうなるか 「お試し改憲」を許すな』飯島滋明,石川裕一郎, 榎澤幸広共編著. 現代人文社, 2017.
- 『自衛隊の存在をどう受けとめるか 元陸上自衛官の思いから憲法を考える』末延隆成, 飯島滋明共編著. 現代人文社, 2018.11
- 『自民党改憲案にどう向きあうか いま知りたい改憲問題のガイドブック』 (GENJINブックレット) 石川裕一郎, 飯島滋明, 池田賢太共編. 現代人文社, 2018.5
- 『資料で考える憲法』谷口真由美編著,谷口洋幸,松村歌子, 藤本晃嗣,里見佳香, 小野博司共著. 法律文化社, 2018.5
- 『右派はなぜ家族に介入したがるのか 憲法24条と9条』中里見博,能川元一,打越さく良, 立石直子,笹沼弘志共著. 大月書店, 2018.5
- 『国会を、取り戻そう! 議会制民主主義の明日のために』石川裕一郎,石埼学,志田陽子,永山茂樹共編著. 現代人文社, 2018.7
- 『平和とジェンダー正義を求めて アフガニスタンに希望の灯火を』前田朗,桐生佳子共編著. 耕文社, 2019.10
- 『公文書は誰のものか? 公文書管理について考えるための入門書』榎澤幸広共編集代表, 飯島滋明, 池田賢太,奥田喜道, 永山茂樹 編. 現代人文社, 2019.4
- 『自衛隊の変貌と平和憲法 脱専守防衛化の実態』飯島滋明,前田哲男,寺井一弘共編著. 現代人文社, 2019.9
- 『日本社会は本当にこれでいいのか?安倍政権の7年を問う! フォーラム平和・人権・環境』雨宮処凛,中野麻美共著. 八月書館, 2020.11
- 『北海道で考える〈平和〉 歴史的視点から現代と未来を探る』松本ますみ共編. 法律文化社, 2021.4

翻訳
- 国連経済社会局女性の地位向上部『女性に対する暴力に関する立法ハンドブック』ヒューマンライツ・ナウ編訳, 雪田樹理,福嶋由里子, 生駒亜紀子共訳. 信山社, 2011.9

## 論文
- <清末愛砂